# UMgungundlovu (Stadt)
uMgungundlovu (einer von weiteren Überlieferungen nach auf Zulu: Platz des großen Elefanten – vermutlich bezogen auf den Titel Dinganes als Oberhaupt der Zulu) war die von dem König Dingane um 1830 gegründete Hauptstadt der Zulu, die sich im Norden der heutigen südafrikanischen Provinz KwaZulu-Natal befand.

## Geographie
Der historische Ort liegt auf einem breiten Hügel, der vom Fluss Nzolo – einem Nebenfluss des White Umfolozi River – und dessen Nebenfluss Umkhumbane umflossen wird und somit sowohl Zugang zu Wasser als auch Schutz vor Feinden bot.

## Geschichte
In uMgungundlovu befand sich der königliche Kraal, mit Strohdächern bedeckte Hütten, die rund um die königliche Hütte gruppiert waren. Dorthin wurden der burische Pionier (Voortrekker) Piet Retief und seine Männer 1838 von Dingane eingeladen, um anschließend unbewaffnet ermordet zu werden.
Das Ende der Zuluhauptstadt markierte die Schlacht am Blood River am 16. Dezember 1838; nach seiner Niederlage ließ Dingane uMgungundlovu abbrennen. Vier Tage nach der Schlacht erreichten die Buren die ehemalige Hauptstadt.
Heute befindet sich am historischen Ort ein Denkmal für die ermordeten Voortrekker; auch der königliche Kraal wurde originalgetreu wieder aufgebaut.

## Sonstiges
Der 1994 gegründete Distrikt uMgungundlovu befindet sich weiter südlich um die Provinzhauptstadt Pietermaritzburg. Nach der Zerstörung des Ortes uMgungundlovu ging der Name bei den Zulu auf Pietermaritzburg über, da von dort aus die Buren die Republik Natalia regierten.